# Leonidas Exuzidis
Leonidas Exuzidis (* 10. Juli 1995 in Castrop-Rauxel) ist ein deutsch-griechischer Fußballschiedsrichter.

## Karriere
Exuzidis absolvierte bereits mit 14 Jahren die Schiedsrichterprüfung im Fußballkreis Herne und pfeift seitdem für seinen Heimatverein Arminia Ickern aus Castrop-Rauxel. Im Jahre 2015 stieg er als Schiedsrichter sowohl in die Landesliga als auch in die B-Junioren-Bundesliga auf. Der Aufstieg in die viertklassige Regionalliga West folgte 2020. Zwei Jahre später stieg Exuzidis als Schiedsrichterassistent in die 3. Liga auf. 2022 leitete er zudem das Westfalenpokal-Finale zwischen dem SC Preußen Münster und dem SV Rödinghausen.
Seit der Saison 2023/24 pfeift Exuzidis in der 3. Liga und ist Vierter Offizieller in der 2. Bundesliga. Zudem wurde er in der Saison 2023/24 als Schiedsrichterassistent in der 2. Bundesliga eingesetzt.

## Privates
Exuzidis ist wohnhaft in Castrop-Rauxel und hat Wirtschaftspolitischer Journalismus sowie Wirtschaftswissenschaften an der Technischen Universität Dortmund studiert. Seit 2016 arbeitet er als Redakteur für das Handelsblatt.